# J-8 (航空機)
J-8（殲撃八型、Jian-8、歼-8）
- 用途：戦闘機
- 設計者：第601航空機設計所
- 製造者：瀋陽航空廠（SAF）
- 運用者： 中華人民共和国（空軍・海軍）
- 初飛行：1969年7月5日（プロトタイプ）
- 生産数：120機
- 生産開始：1979年
- 運用開始：1980年
- 退役：2011年

J-8（殲撃八型、Jian-8、歼-8）は、中華人民共和国の戦闘機。NATOコードネームは「フィンバックA」（Finback-A）。

## 概要
ソ連の試作高々度高速迎撃機 Ye-152A (NATO名「フリッパー」、1961年公表）の影響を受けて開発された、MiG-21の国産版・J-7 (殲撃七型)を双発化した拡大発展型で、瀋陽の第601航空機設計所によって設計、瀋陽航空廠（SAF：Shenyang Aircraft Factory、現在の瀋陽飛機工業集団（SAC））によって製造された。
機体を拡大することで双発化し搭載機関砲を30mmに変更、さらに搭載機器の近代化などが図られ、一線級の全天候戦闘機を目指して開発が進められた。J-7をそのまま大型化してエンジンを1基増やしただけの機体外形でありながら、開発段階で基礎的技術力の不足が顕在化し、搭載する電子機器の開発遅延もあって計画は大幅に遅れた。配備時点で既に旧式化しており全天候性能すら有していなかった。そのため、近代化の他、大幅な改設計型の開発が行われた。前者が1981年に初飛行した近代化型のJ-8Iであり、後者がエアインテークを機体側面に移してアビオニクス類を強化したJ-8IIである。
J-8開発中も継続されたJ-7の性能向上とJ-8IIの完成により、生産は少数に留まり、1987年に打ち切られた。生産された少数のJ-8は、近代化型のJ-8Eに改修され、さらに一部が偵察型のJZ-8（J-8R）に改修されている。J-8Eは2007年には退役の方針が打ち出されていたが、2011年に至り退役した。

## 開発の経緯
MiG-21をJ-7 (殲撃七型)として生産にこぎ着けた中国であったが、それ以降の戦闘機については旧ソ連との関係悪化から、自国で独自開発しなければならなくなった。こうして作られたのが殲撃8型で、1964年5月に殲撃7型を基にした高々度高速戦闘機研究が提示され、5月17日に開発作業が指示された。その殲撃8型の目標能力は、
- 最大速度マッハ2.2
- 最大高度20,000m以上
- 最大上昇率毎秒200m
- 標準航続距離は1,500kmで最大航続距離は2,000km
- 長距離捜索レーダーの装備

などであった。実際の作業着手は1965年9月で、1969年7月5日には試作機が初飛行している。
ただこの試作機による飛行試験では、超音速飛行時の振動、機体外板の温度上昇、エンジンの空中停止など、多くの問題点が明らかになった。さらに文化大革命の影響もあって、開発作業は大幅に停滞することとなった。
それらを乗り越えて1980年5月に生産型殲撃8型Iが完成したものの、6月25日の地上走行試験でエンジン火災を起こし、殲撃8型Iの初飛行は遅れて、1981年4月24日に進空した。ただこの時点でも、搭載電子機器の開発は遅れており、レーダーなどすべて完成したのは1984年11月のことだったという。このレーダーは中国が独自開発したSR-4である。

## スペック（J-8A）
- 翼幅：9.34 m
- 全長：21.52 m
- 全高：5.4 m

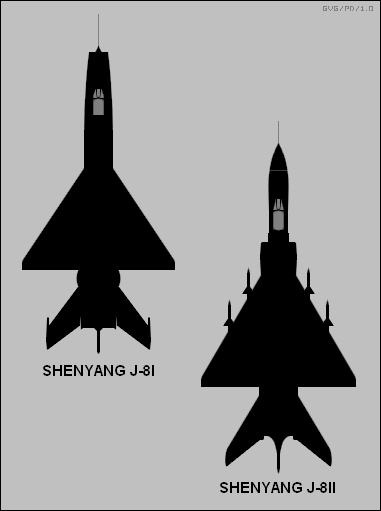
J-8IとJ-8II（右）

- エンジン：渦噴-7Aターボジェットエンジン 2基
  - 推力(アフターバーナー未使用)：8,600 kg/s
  - 推力(アフターバーナー使用)：12,000 kg/s
- 最高速度：マッハ 2.2 （2340 km/h）
- 実用飛行上限高度：20,500 m
- 乗員：1名
- 固定武装：23 mm機関砲 2門
- 武装：PL-2空対空ミサイル、爆弾、ロケット弾、増槽

## 派生型
J-8プロトタイプ
2機制作された試作機。1968年7月から組立が始まり、1969年に完成。同年7月5日に初飛行に成功したものの、それ以降の改良が文化大革命の余波で開発は遅延し1979年12月に作業が終了した。計画していた火器管制レーダーと交流電源システムはこの段階でも未完成であった。機首には226型レーダー測距儀が追加で装備されている。結局この型式の生産は1985年に中止が発表された。
J-8/J-8R
最初の量産型でレーダーを装備しない昼間戦闘機。
J-8A
全天候量産型。23mm機関砲に変更。旧称J-8Ⅰ。
J-8II
改設計型。
J-8IIB
改設計型。
J-8II「ピースパール」
改設計型。
J-8D
改設計型。
J-8E
J-8Iの近代化型、電子機器を更新。既存機の改修。
J-8III（J-8C）
改設計型。
J-8IIM
改設計型。
J-8H
改設計型。
J-8F
改設計型。
J-8T
改設計型。
JZ-8（J-8R）
既存機の改修により製造された偵察型。
J-8ACT
フライ・バイ・ワイヤ試験機。